# Karspitze (Sarntaler Alpen)
Die Karspitze (ital. Punta Quaira, 2517 m s.l.m.) ist ein Gipfel in den östlichen Sarntaler Alpen in Südtirol. Der Gipfel bildet den Endpunkt des bei der Liffelspitze nach Osten vom östlichen Sarntaler Hauptkamm abzweigenden Seitenkamms. Nördlich dieses Kamms liegt das Flaggertal, südlich das Schalderer Tal. 
Von Osten gesehen ist die Karspitze ein recht markanter Gipfel, dorthin zeigt sie eine schroffe Felswand, die vom Südostgrat und dem scharfen Ostgrat eingerahmt wird. Der Name des Berges leitet sich aus dem östlich unterhalb des Gipfels liegenden Kar ab. Aufgrund der vorgeschobenen, freien Lage bietet der Gipfel eine umfassende Rundsicht, vor allem auf die verhältnismäßig nahen Dolomiten. 
Am Gipfel findet sich auf einem Stein die Aufschrift „Pock“. Dies dokumentiert die touristische Erstbesteigung durch Julius Pock, der Ende des 19. Jahrhunderts in den von anderen großen Bergsteigern vernachlässigten Gebieten unterwegs war und in der Alpinliteratur darüber berichtete.

## Routen
Der einfachste und kürzeste Anstieg beginnt östlich des Gipfels beim Gostnerhof (1380 m) oberhalb von Spiluck, das von Vahrn zu erreichen ist. Zunächst geht es westwärts auf markiertem Steig durch den Wald zur Zirmeitalm (1891 m). Von dort steigt man in einem Bogen ein Stück weit Richtung Süden, bis an einem Wegweiser der Anstiegsweg über den breiten Südostrücken abzweigt. Zum Gipfel sind auf diesem unschwierigen Weg etwa 3 Stunden zu veranschlagen. Eine etwas anspruchsvollere Variante dieses Anstiegs führt weglos über den Ostgrat, der etwas mühsam ebenfalls von der Zirmeitalm zu erreichen ist (I).
Ein alternativer, etwas höher gelegener Ausgangspunkt ist der Wieserhof im Südosten des Berges (1500 m). Von ihm aus steigt man zunächst nordwestlich zur Kaserhütte und quert von dort in östlicher Richtung den Südhang der Karspitze, bis der Anstiegsweg oberhalb der Waldgrenze am Fuß des Südostrückens mit dem von der Zirmeitalm kommenden Weg zusammentrifft. Diese ebenfalls unschwierige Anstiegsvariante entspricht zeitlich in etwa der vom Gostnerhof.